# Сисёсэцу
Сисёсэцу (яп. 私小説 сисё:сэцу, ватакуси-сё:сэцу), также эго-роман, я-роман — жанр исповедальной литературы, зародившийся в Японии в начале XX века. «Эго-роман» развивался под влиянием натурализма, как его понимали в Японии эпохи Мэйдзи: авторы, писавшие в этом жанре, стремились максимально честно и реалистично отобразить внутреннюю жизнь героя и события из его биографии. Для этого жанра характерно скрупулёзное описание внутренних переживаний протагониста, повествование строится вокруг воспоминаний и размышлений рефлексирующего рассказчика. Как правило, «эго-роман» полностью или частично автобиографичен и написан от первого лица. К числу наиболее ранних работ в этом жанре относят «Нарушенный завет» Тосона Симадзаки и произведения Катая Таямы. Среди известных произведений в жанре «эго-романа» — работы Наоя Сиги, Осаму Дадзая, «Любовь глупца» Дзюнъитиро Танидзаки, «Исповедь маски» Юкио Мисимы и другие.